# Que salgan los dragones
Que salgan los dragones es el primer álbum oficial del cantautor chileno Chinoy. Fue lanzado en 2009 bajo el sello discográfico Quemasucabeza y distribuido nacionalmente por Oveja Negra, siendo reeditado en 2012 por Música del Sur y La Tienda Nacional.
Varios de los temas que posee ya eran conocidos de hace un par de años, debido a versiones no oficiales de interpretaciones en vivo y en estudio, que están en la web en páginas tales como YouTube o en su mismo MySpace.
La canción Klara forma parte de la música de la serie El Reemplazante en su primera temporada.

## Lista de canciones
1. Que salgan los dragones
2. Klara
3. Llegaste de flor
4. Leandro
5. María de la Paz
6. Sólo resistir
7. Sal fuera
8. Sabrás a tiempo
9. Es rápido el sentido
10. Levito